# Syspira bryantae
Espèce
Syspira bryantae est une espèce d'araignées aranéomorphes de la famille des Miturgidae.

## Distribution
Cette espèce est endémique de la province de Santiago en République dominicaine,. Elle se rencontre dans le parc national Armando Bermúdez.

## Description
La femelle holotype mesure 11,6 mm.

## Étymologie
Cette espèce est nommée en l'honneur d'Elizabeth Bangs Bryant.

## Publication originale
- Sánchez-Ruiz, Santos, Brescovit & Bonaldo, 2020 : « The genus Syspira Simon, 1895 (Araneae: Miturgidae) from Hispaniola, with the description of four new species. » Zootaxa, no 4894(3), p. 413-431.